# Daniela Merighetti
Daniela („Dada“) Merighetti (* 5. Juli 1981 in Brescia) ist eine ehemalige italienische Skirennläuferin. Sie gehörte von 2000 bis 2016 der italienischen Ski-Nationalmannschaft an. Am erfolgreichsten war sie in den schnellen Disziplinen Abfahrt und Super-G.

## Biografie
Merighetti begann auf Drängen ihres Vaters im Alter von sechs Jahren mit dem Skifahren. Anfänglich konnte sie sich wenig für den Sport begeistern. Dies änderte sich, als sie als Mitglied des Skiclubs OS Noi di Brescia einige Jugendrennen gewann. Einen Rückschlag erfuhr ihre sportliche Karriere 1996, als sie sich beim Training das linke Schienbein brach. Von der Zwangspause erholte sie sich gut und Anfang 1998 wurde sie bei den italienischen Juniorenmeisterschaften Erste im Super-G und Vizemeisterin in der Abfahrt. Im Dezember 1998 musste sie erneut verletzungsbedingt pausieren, als sie sich bei einem FIS-Slalom in Presena im linken Knie das Kreuzband riss. Nach sechsmonatiger Regeneration nahm sie im Sommer 1999 das Training wieder auf und schaffte schließlich im Jahr 2000 den Sprung in die italienische Skinationalmannschaft.
Im Dezember 2000 gab Merighetti ihr Debüt im Weltcup, wo sie aber anfänglich nicht Fuß fassen konnte. Ende Januar 2001 erlitt sie einen zweiten Kreuzbandriss. Erst zwei Jahre nach ihrem Debüt holte sie ihre ersten Weltcuppunkte. Ein Paukenschlag gelang ihr dann zum Ausklang der Saison 2002/03 im schwedischen Åre. Bei ihrem ersten Weltcup-Riesenslalom, den sie mit zwei gültigen Durchgängen beendete, fuhr sie mit Startnummer 38 überraschend auf den zweiten Platz (wobei sie nach dem 1. Lauf nur auf Rang 29 gelegen war). Dies blieb bis zu ihrem Sieg in Cortina im Januar 2012 ihr einziger Weltcup-Podestplatz. Konstante Leistungen im Weltcup blieben aber selten. Schließlich riss sie sich im November 2003 während des Weltcup-Slaloms von Park City zum dritten Mal das Kreuzband.
Nach ihrer Wiedergenesung kämpfte sie darum, wieder Anschluss an ihre Teamkollegen zu finden, blieb aber in der Saison 2004/05 im Weltcup ohne gültiges Ergebnis. Erst seit der Saison 2005/06 nimmt sie wieder regelmäßig an Weltcuprennen teil. Mit einem neunten Platz in der Abfahrt von Bad Kleinkirchheim und einem zehnten Platz in der Abfahrt von Cortina d’Ampezzo qualifizierte sie sich für die Olympischen Winterspiele 2006. Dort erreichte sie in der Abfahrt Rang 32, in der Kombination und im Slalom schied sie jeweils aus.
In den folgenden Jahren erreichte Merighetti in der Abfahrt und in der Super-Kombination einige Top-10-Resultate und konnte sich in den Weltcupwertungen stetig verbessern, bis sie am Ende der Saison 2008/09 erstmals unter den besten 15 in der Abfahrt und den besten 10 in der Kombination war. Bei den Weltmeisterschaften 2007 in Åre erzielte sie Platz 15 in der Super-Kombination und Rang 17 in der Abfahrt, 2009 belegte sie in Val-d’Isère Rang 16 in der Abfahrt, fiel aber im Super-G und in der Super-Kombination aus. Erneut bei einem Saisonfinale in Åre gab es für sie wiederum einen Erfolg, als sie am 15. März 2009 mit dem italienischen Team den nur zum Nationencup zählenden „Teambewerb“ gewinnen konnte.
In der Saison 2009/10 konnte sich Merighetti in der Abfahrt weiter steigern und kam mit fünf Top-10-Platzierungen auf den achten Rang im Abfahrtsweltcup. Großes Pech hatte sie bei den Olympischen Winterspielen 2010 im kanadischen Vancouver. Bei allen drei von ihr bestrittenen Wettbewerben (Abfahrt, Kombination, Super-G) auf der Skipiste in Whistler schied sie nach Fahrfehlern aus. In der Saison 2010/11 erreichte Merighetti vier Top-10-Platzierungen in Weltcupabfahrten, womit sie zum zweiten Mal in Folge unter den besten zehn im Abfahrtsweltcup war. Zudem gelang ihr auch in einer Super-Kombination und erstmals im Super-G ein Top-10-Ergebnis, beim erstmals im Rahmen des Weltcups ausgetragenen City Event wurde sie Vierte. Erstmals fuhr Merighetti auch bei einem Großereignis unter die schnellsten zehn: Sie wurde bei den Weltmeisterschaften 2011 in Garmisch-Partenkirchen Siebte in der Abfahrt und Neunte im Super-G, fiel aber in der Super-Kombination aus.
Am 14. Januar 2012 feierte Merighetti ihren einzigen Weltcupsieg, als sie trotz gebrochenem Daumen die Abfahrt von Cortina d’Ampezzo gewann. Am Ende der Saison 2011/12 erzielte sie mit dem siebten Rang im Abfahrtsweltcup ihr bestes Resultat in einer Disziplinenwertung. Im Super-G-Weltcup konnte sie sich von Rang 29 im Vorjahr auf Platz 12 verbessern. In der Saison 2012/13 gelang ihr ein weiterer Podestplatz mit Rang 2 in der Abfahrt von St. Anton am Arlberg. Während sie im folgenden Winter ohne Podestplatz blieb, wurde sie am 18. Januar 2015 in Cortina Dritte der Abfahrt. Am folgenden Tag stürzte sie im Super-G und zog sich dabei Kieferverletzungen zu. Ein weiterer Sturz ereignete sich am 6. März 2015 im Training zur Weltcupabfahrt in Garmisch-Partenkirchen: Merighetti brach sich das Wadenbein und musste die Saison daraufhin abbrechen.
Nach insgesamt 228 Weltcuprennen beendete Merighetti am 16. März 2016 ihre Sportkarriere.

## Erfolge

### Olympische Spiele
- Turin 2006: 32. Abfahrt
- Sotschi 2014: 4. Abfahrt

### Weltmeisterschaften
- Åre 2007: 15. Superkombination, 17. Abfahrt
- Val-d’Isère 2009: 16. Abfahrt
- Garmisch-Partenkirchen 2011: 7. Abfahrt, 9. Super-G
- Schladming 2013: 7. Super-G
- Vail/Beaver Creek 2015: 8. Abfahrt

### Weltcup
- 6 Podestplätze in Einzelrennen, davon 1 Sieg:

| Datum           | Ort               | Land    | Disziplin |
| --------------- | ----------------- | ------- | --------- |
| 14. Januar 2012 | Cortina d’Ampezzo | Italien | Abfahrt   |

- 3 Podestplätze bei Mannschaftswettbewerben, davon 1 Sieg

### Weltcupwertungen
| Saison  | Gesamt | Gesamt | Abfahrt | Abfahrt | Super-G | Super-G | Riesenslalom | Riesenslalom | Slalom | Slalom | Kombination | Kombination | City Event | City Event |
| Saison  | Platz  | Punkte | Platz   | Punkte  | Platz   | Punkte  | Platz        | Punkte       | Platz  | Punkte | Platz       | Punkte      | Platz      | Punkte     |
| ------- | ------ | ------ | ------- | ------- | ------- | ------- | ------------ | ------------ | ------ | ------ | ----------- | ----------- | ---------- | ---------- |
| 2002/03 | 59.    | 98     | –       | –       | –       | –       | 24.          | 80           | 42.    | 18     | –           | –           | –          | –          |
| 2003/04 | 91.    | 30     | –       | –       | –       | –       | 33.          | 30           | –      | –      | –           | –           | –          | –          |
| 2005/06 | 53.    | 103    | 27.     | 57      | 43.     | 16      | 48.          | 8            | 42.    | 15     | 19.         | 22          | –          | –          |
| 2006/07 | 48.    | 158    | 22.     | 118     | 48.     | 10      | –            | –            | –      | –      | 32.         | 15          | –          | –          |
| 2007/08 | 44.    | 131    | 21.     | 112     | 45.     | 5       | –            | –            | –      | –      | 31.         | 14          | –          | –          |
| 2008/09 | 32.    | 237    | 14.     | 143     | 41.     | 20      | –            | –            | –      | –      | 10.         | 74          | –          | –          |
| 2009/10 | 36.    | 197    | 8.      | 179     | 43.     | 10      | –            | –            | –      | –      | 34.         | 8           | –          | –          |
| 2010/11 | 20.    | 327    | 10.     | 179     | 29.     | 40      | –            | –            | –      | –      | 12.         | 58          | 4.         | 50         |
| 2011/12 | 15.    | 407    | 7.      | 243     | 12.     | 135     | –            | –            | –      | –      | 27.         | 14          | 9.         | 15         |
| 2012/13 | 30.    | 266    | 7.      | 216     | 29.     | 136     | –            | –            | –      | –      | 29.         | 14          | –          | –          |
| 2013/14 | 41.    | 171    | 20.     | 133     | 29.     | 38      | –            | –            | –      | –      | –           | –           | –          | –          |
| 2014/15 | 35.    | 198    | 19.     | 133     | 23.     | 65      | –            | –            | –      | –      | –           | –           | –          | –          |
| 2015/16 | 58.    | 138    | 22.     | 105     | 31.     | 33      | –            | –            | –      | –      | –           | –           | –          | –          |

### Weitere Erfolge
- 7 Italienische Meistertitel (Kombination 2005, 2008 und 2009; Super-G 2009 und 2012; Abfahrt 2009 und 2013)
- Goldmedaille im Riesenslalom bei der Militär-Skiweltmeisterschaft 2005
- 3 Podestplätze im Europacup
- 10 Siege in FIS-Rennen